# 藍海橋
藍海橋，為臺灣新北市淡水區淡海輕軌藍海線的橋樑，是淡海輕軌最重要的工程段。
2020年11月15日，通車後從藍海橋上欣賞絢爛夕色灑落台灣海峽，造成民眾去打卡。

## 附近設施
- 藍海線臺北海洋大學站

## 相關連結
- 新北市